# Jessica Hansen
Jessica Hansen (Brisbane, 30 de junio de 1995) es una deportista australiana que compite en natación, especialista en el estilo braza.
Ganó una medalla de plata en el Campeonato Mundial de Natación de 2019, dos medallas de bronce en el Campeonato Mundial de Natación en Piscina Corta, en los años 2016 y 2018, y dos medallas en el Campeonato Pan-Pacífico de Natación de 2018.

## Palmarés internacional
| Campeonato Mundial                  | Campeonato Mundial      | Campeonato Mundial | Campeonato Mundial |
| Año                                 | Lugar                   | Medalla            | Prueba             |
| ----------------------------------- | ----------------------- | ------------------ | ------------------ |
| 2019                                | Gwangju (Corea del Sur) | Medalla de plata   | 4 × 100 m estilos  |
| Campeonato Mundial en Piscina Corta |                         |                    |                    |
| Año                                 | Lugar                   | Medalla            | Prueba             |
| 2016                                | Windsor (Canadá)        | Medalla de bronce  | 4 × 100 m estilos  |
| 2018                                | Hangzhou (China)        | Medalla de bronce  | 100 m braza        |
| Campeonato Pan-Pacífico             |                         |                    |                    |
| Año                                 | Lugar                   | Medalla            | Prueba             |
| 2018                                | Tokio (Japón)           | Medalla de oro     | 4 × 100 m estilos  |
| 2018                                | Tokio (Japón)           | Medalla de plata   | 100 m braza        |